# De oude muzikant
"De oude muzikant" (tradução portuguesa: "O velho músico") foi a canção que representou os Países Baixos no Festival Eurovisão da Canção 1973, interpretada em neerlandês por Ben Cramer. Foi a décima-terceira canção a ser interpretada na noite do evento, a seguir à canção "You're Summer", interpretada por Nova e antes da canção irlandesa "Do I Dream, interpretada por Maxi. Terminou em 14.º lugar (entre 17 países) e recebeu um total de 69 pontos.

## Autores
- Letrista: Pierre Kartner
- Compositor: Pierre Kartner
- Orquestrador: Harry van Hoof

## Letra
A canção é uma balada, com Cramer descrevendo "o velho músico" que vive em Paris. Ele explica que o referido músico já tinha sido famoso, mas que naquele momento tinha uma vida anónima numa rua de Paris e até mesmo os seus amigos o abandonaram.